# Brewery Orchard Cemetery
Le cimetière « Brewery Orchard Cemetery » est un cimetière de la Première Guerre mondiale situé à Bois-Grenier (Nord). Le cimetière est entretenu par la Commonwealth War Graves Commission. 

## Victimes
| Pays             | Victimes |
| ---------------- | -------- |
| Royaume-Uni      | 201      |
| Australie        | 125      |
| Nouvelle-Zélande | 13       |
| Allemagne        | 5        |
| Total            | 344      |

## Coordonnées GPS
50° 38′ 51″ nord, 2° 52′ 31″ est